# Старе Викно
Старе Викно (пол. Stare Wykno) — село в Польщі, у гміні Кулеше-Косьцельне Високомазовецького повіту Підляського воєводства.
Населення — 192 особи (2011).
У 1975-1998 роках село належало до Ломжинського воєводства.

## Демографія
Демографічна структура станом на 31 березня 2011 року:
|          | Загалом | Допрацездатний вік | Працездатний вік | Постпрацездатний вік |
| -------- | ------- | ------------------ | ---------------- | -------------------- |
| Чоловіки | 97      | 17                 | 67               | 13                   |
| Жінки    | 95      | 20                 | 49               | 26                   |
| Разом    | 192     | 37                 | 116              | 39                   |